# انتادا ریدی
اِنتادا ریدی (نام علمی: Entada rheedii)، یا گیاه قرص کمر، که معمولاً به‌عنوان علف رویای آفریقایی یا لوبیای دریایی انفیه‌دان شناخته می‌شود، و به‌عنوان تاک کاکون در جامائیکا، یک گیاه بالارونده بزرگ چوبی از خانواده کهوریان است. تاک می‌تواند تا ۱۲۰ متر رشد کند. بذرهای آنها دارای پوشش بذری ضخیم و بادوام هستند که به آنها اجازه می‌دهد در دوره‌های طولانی غوطه‌ور شدن در آب دریا دوام بیاورند.

## نام‌گذاری
اگرچه نام علمی آن برای اولین بار به‌عنوان Entada. rheedii منتشر شد، اما اغلب به‌عنوان Entada rheedei نوشته می‌شود، که به افتخار هندریک آدریان ون رید توت دراکستاین (Hendrik Adriaan van Rheede tot Drakenstein) (۱۶۳۷-۱۶۹۱) می‌باشد.

### زیرگونه‌ها
زیرگونه‌های زیر مورد استفاده قرار گرفته است:
- انتادا ریدی ریدی
- انتادا ریدی سینوهیمالنسیس (گریرسون و دی‌جی لونگ) پانیگراهی

## استفاده سنتی
این گونه در طب سنتی آفریقا برای القای رویاهای واضح استفاده می‌شود و امکان برقراری ارتباط با دنیای ارواح را فراهم می‌کند. گوشت درونی بذر را یا مستقیماً مصرف می‌کردند، یا گوشت را خرد و سپس خشک نموده و با گیاهان دیگر مانند تنباکو مخلوط کرده و درست قبل از خواب دود می‌کردند تا رویاهای دلخواه را القا کنند.
همچنین از این گیاه به‌عنوان مرهم موضعی برای یرقان، دندان درد، زخم و درمان مشکلات اسکلتی- عضلانی استفاده می‌شود. بذرها به‌عنوان تکه‌های جواهرات و به‌عنوان طلسم‌های خوش شانسی مورد توجه قرار می‌گیرند.
کتاب گیاهان بومی مفید استرالیا در سال ۱۸۸۹ ثبت می‌کند که انتادا اسکاندنس (Entada Scandens) دارای نام‌های رایجی است که شامل «باقلای کوئینزلند» است. استرالیایی‌های بومی منطقه خلیج کِلویلند (Cleveland Bay (Queensland)) به این گیاه با عنوان «باربادا» اشاره می‌کنند و اینکه «این لوبیاهای درشت را در کوره سنگی می‌گذارند، و به همان روش و مدت زمانی که گیاه سینائی پوش‌مو (Avicennia tomentosa) را گرم می‌کنند، سپس آنها را خوب می‌کوبند و در کیسه‌ای می‌ریزند و ده یا دوازده ساعت در آب می‌گذارند، سپس برای استفاده مناسب هستند.» (شهادت مورل). بومیان هند نیز پس از بریان و خیساندن در آب آنها را می‌خورند».

## پراکندگی و زیستگاه
بذرهای آن در سواحل شرق و جنوب آفریقا یافت می‌شوند و در سواحل رودخانه‌ها و خورها و در جنگل‌های باتلاقی رشد کرده‌اند. در نتیجه پراکندگی آماده از طریق دریا، انتادا ریدی به‌طور گسترده در مناطق مدارگان و جنب مدارگان (به استثنای قاره آمریکا) پراکنده شده است: مناطق مدارگان آفریقا، آفریقای جنوبی، آسیای استوایی و کوئینزلند.[1]

## نگارخانه

انتادا ریدی
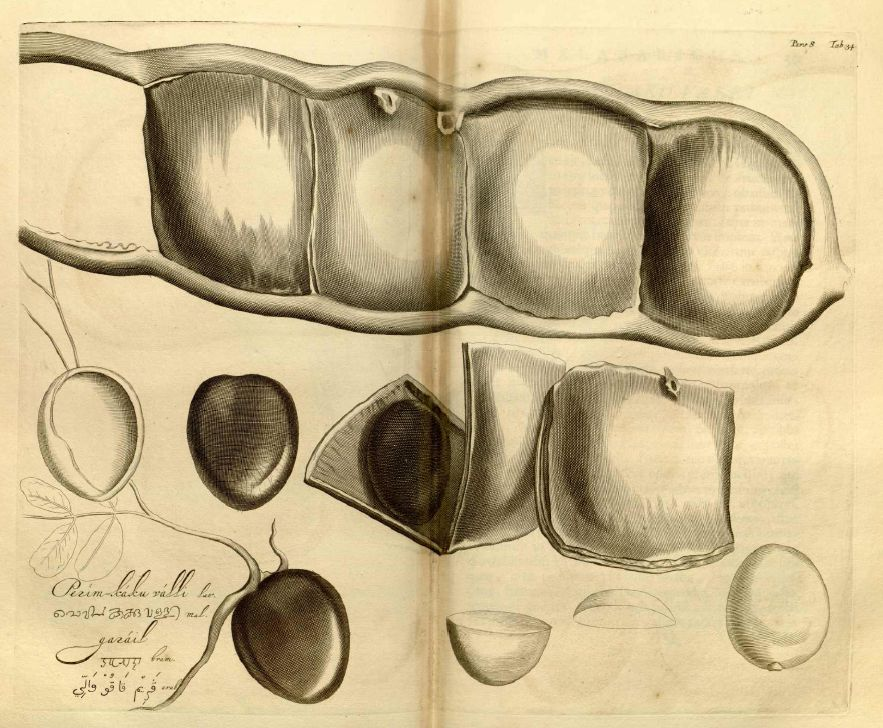
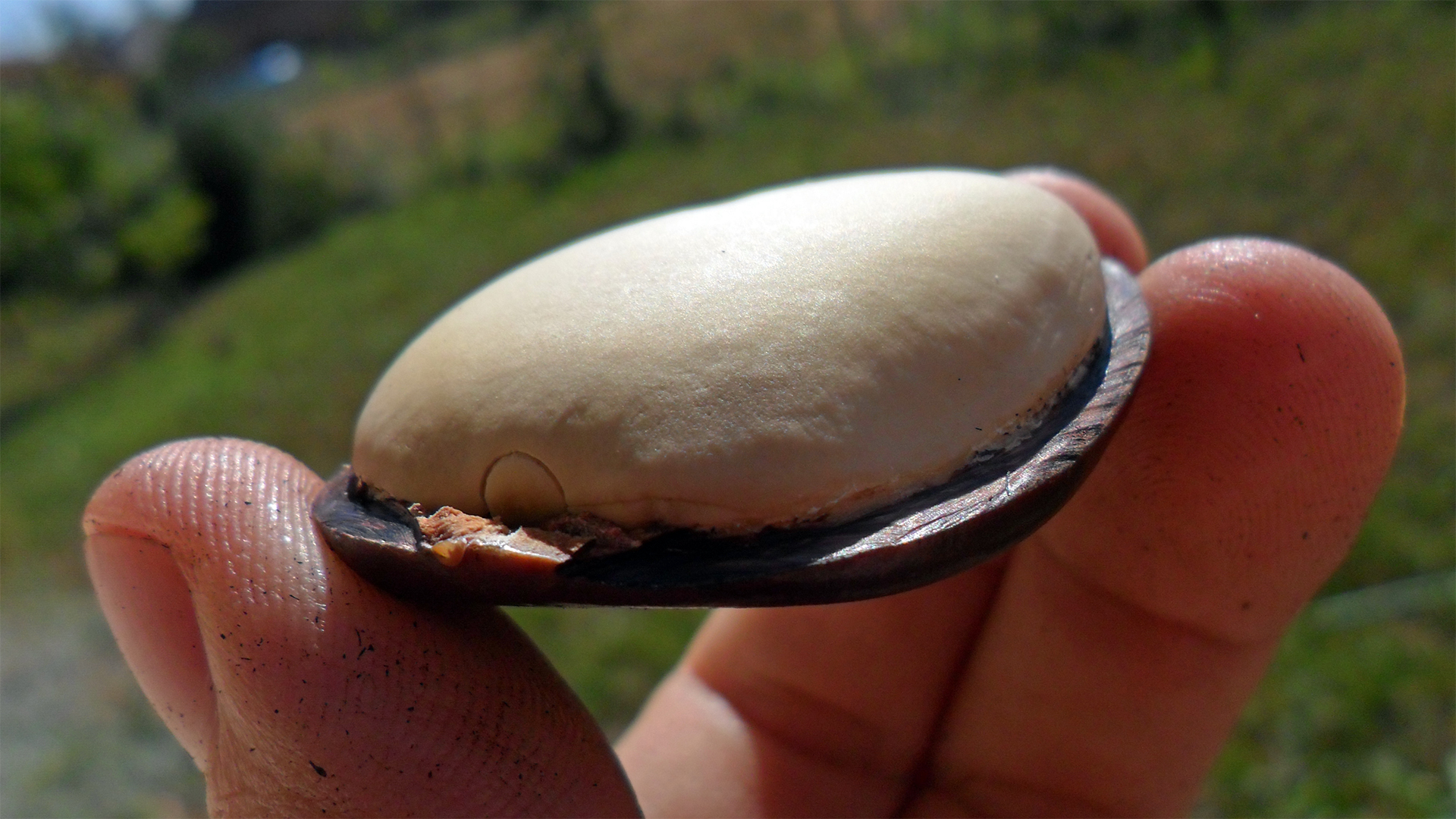
گوشت بذر
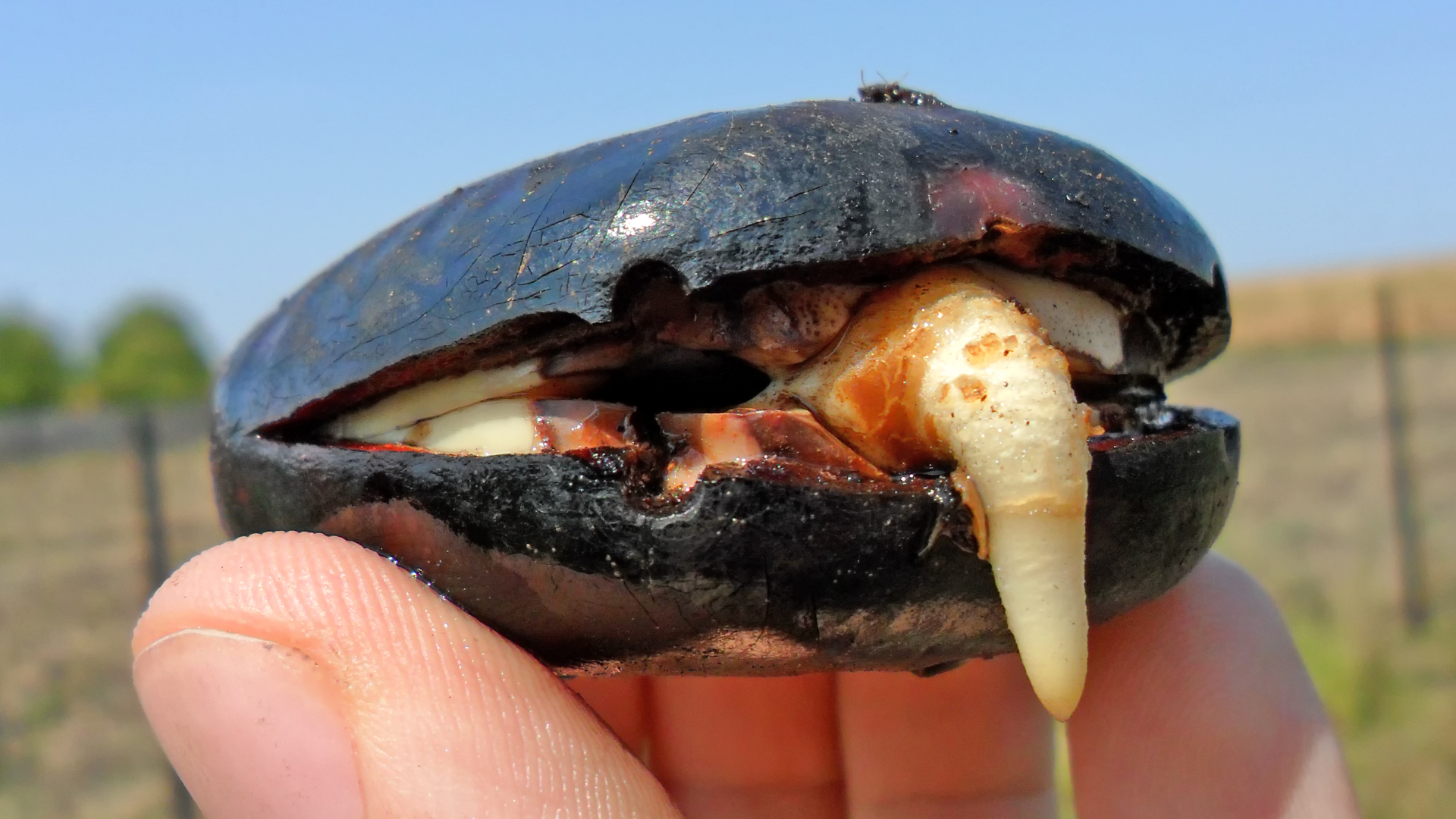
بذر در حال ریشه زدن
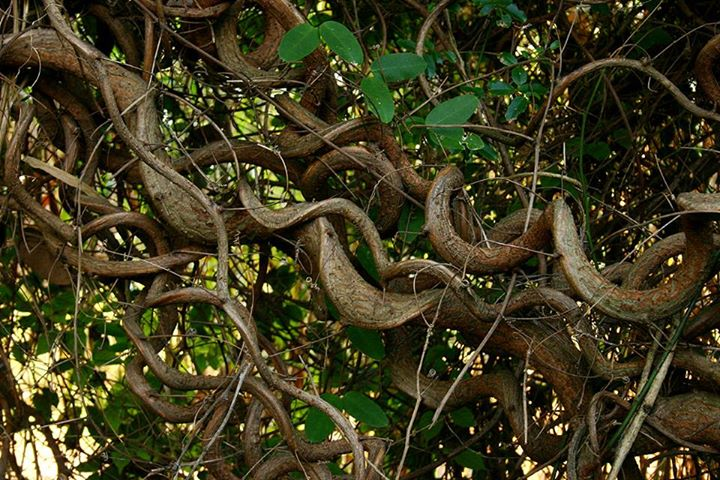
ساقه‌های ضخیم گیاه بالارونده
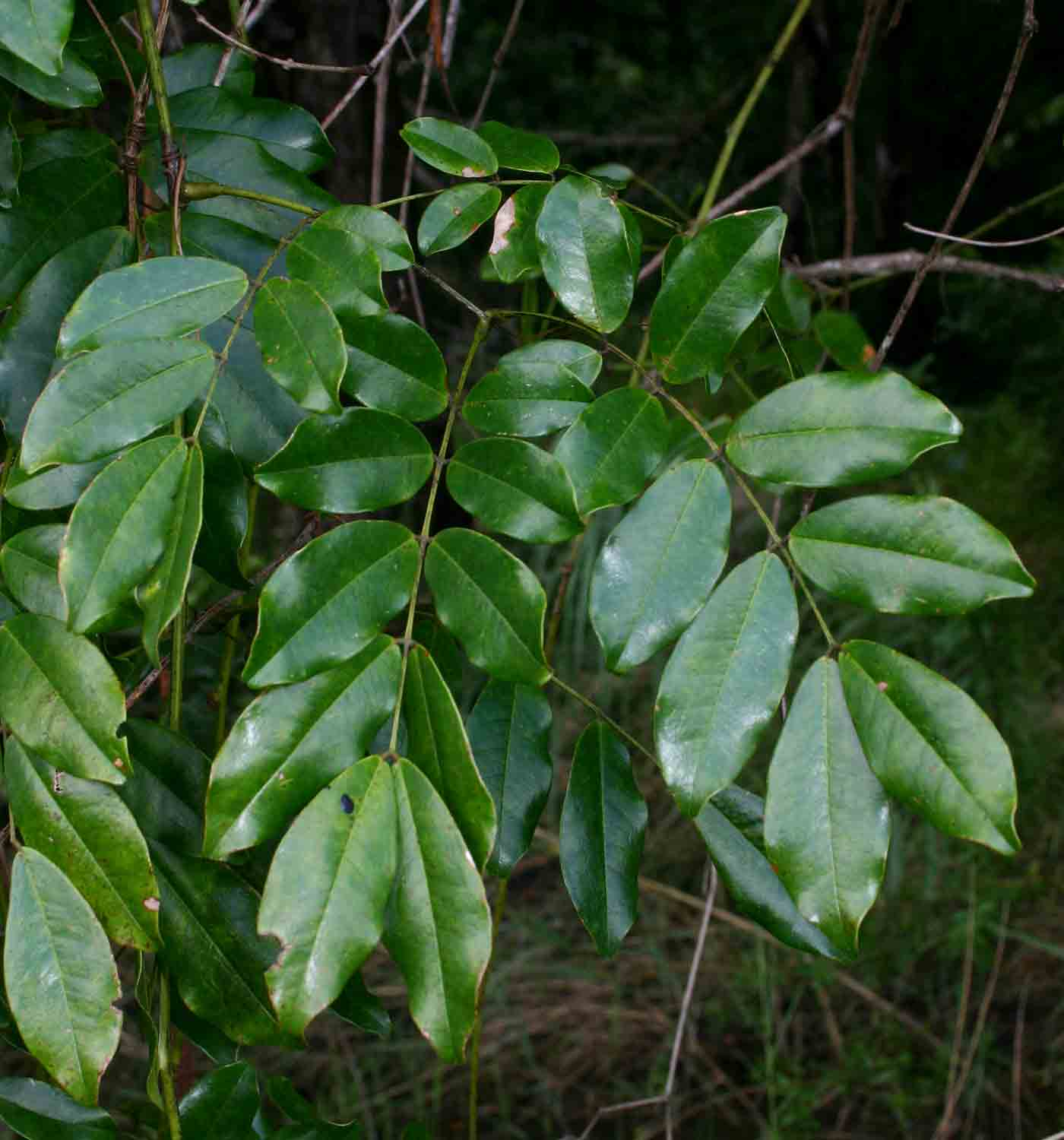
برگ‌ها
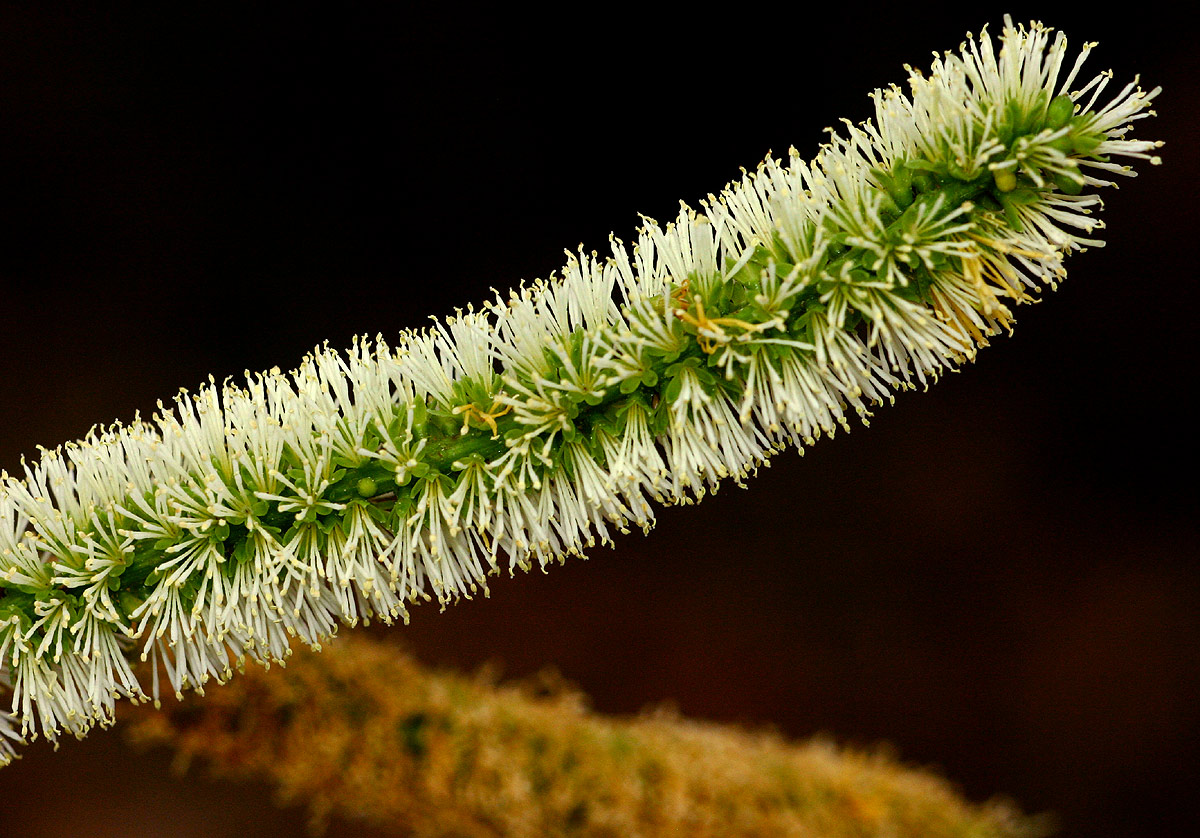
گل‌ها